# Gadara
Gadara (AFI: /ˈɡaːdara/; in ebraico גדרה, gad´a-ra; in Greco Γάδαρα, Gádara), anche chiamata Antiochia o Antiochia Semiramide (greco: Αντιόχεια της Σεμίραμης) e Seleucia, fu una città semiautonoma della Decapoli romana.

## Storia
Il nome Gadara sembra essere di origine semitica. Deriva probabilmente dall'Ebraico gader (גדר), che significa "recinto" o "confine".
Fu conquistata da Antioco III il grande quando nel 218 a.C. invase la Palestina. Da allora la città fu rinominata Antiochia Semiramide (o semplicemente Antiochia) e Seleucia. Alessandro Ianneo ne invase il territorio e lo sottomise dopo dieci mesi d'assedio. Pompeo sembra che abbia ridato autonomia alla città nel 63 a.C.; dandole una libera costituzione, dopo un periodo di dominazione giudaica. Fu sede di un concilio indetto da Aulo Gabinio per il governo degli ebrei. Fu ceduta da Augusto a Erode il Grande nel 30 a.C. L'imperatore non ascoltò mai le accuse della popolazione locale contro il governo oppressivo di Erode.
Dopo la morte di Erode la città fu inserita nella provincia di Siria nel 4 a.C.. All'inizio della prima guerra giudaica il territorio attorno a Gadara fu distrutto. I Gadareni catturarono alcuni degli ebrei più audaci, di cui molti furono messi a morte, e altri ancora imprigionati. A Gadara San Saba archimandrita fondò, alla fine del V secolo, una lavra. Fu sede vescovile fino alla conquista degli Arabi quando la popolazione si convertì all'islamismo. Nel 747 fu distrutta da un terremoto e abbandonata definitivamente.

### Il miracolo di Gesù
Secondo il Vangelo di Matteo in questo luogo avvenne il miracolo dei maiali di Gesù scacciando il demone Legione. Il Vangelo di Marco e il Vangelo di Luca pongono invece l'evento a Gerasa.